# مؤسسه علوم پزشکی و خدمات بهداشتی درمانی آمالا
موسسه علوم پزشکی و خدمات بهداشتی درمانی آمالا (به انگلیسی: Amala Institute of Medical Sciences) بیمارستانی در شهر تریسور هند است که در ۱۹۷۸ میلادی ساخته شد.